# Miloš Malešević
Miloš Malešević (* 8. August 2000) ist ein serbischer Mittel- und Langstreckenläufer.

## Sportliche Laufbahn
Erste internationale Erfahrungen sammelte Miloš Malešević im Jahr 2019, als er bei U20-Europameisterschaften in Borås in 8:16,68 min die Silbermedaille im 3000-Meter-Lauf gewann. Im Jahr darauf belegte er bei den Balkan-Hallenmeisterschaften in Istanbul in 8:14,61 min den vierten Platz und bei den Freiluftmeisterschaften in Cluj-Napoca wurde er in 3:50,32 min Vierter im 1500-Meter-Lauf und erreichte nach 9:03,19 min Rang vier über 3000 m Hindernis. 2021 klassierte er sich bei den Balkan-Meisterschaften in Smederevo mit 14:27,56 min auf dem fünften Platz im 5000-Meter-Lauf und anschließend schied er bei den U23-Europameisterschaften in Tallinn mit 8:56,23 min im Vorlauf über 3000 m Hindernis aus.
2020 wurde Malešević serbischer Meister im 10.000-Meter-Lauf sowie 2020 und 2021 über 3000 m Hindernis. Zudem wurde er 2019 Hallenmeister im 1500-Meter-Lauf und 2021 über 3000 m.

## Persönliche Bestleistungen
- 1500 Meter: 3:49,15 min, 2. August 2020 in Čačak
  - 1500 Meter (Halle): 3:49,68 min, 6. Februar 2021 in Belgrad
- 3000 Meter: 8:14,13 min, 7. Oktober 2020 in Zenica
  - 3000 Meter (Halle): 8:14,61 min, 15. Februar 2020 in Istanbul
- 5000 Meter: 14:23,22 min, 19. Juni 2021 in Limassol
- 10.000 Meter: 31:44,42 min, 27. Juni 2020 in Sremska Mitrovica
- 3000 m Hindernis: 8:56,23 min, 9. Juli 2021 in Tallinn